# Effet Woodward

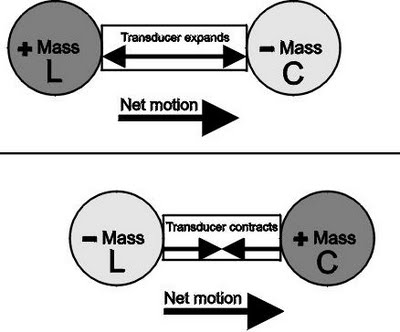

L'effet Woodward est une hypothèse physique relative à la possibilité pour un corps de voir sa masse varier lorsque sa densité énergétique varie dans le temps alors qu'il est accéléré. Théorisé en 1990 par le physicien et historien des sciences James Woodward, l'effet repose sur une formulation du principe de Mach proposée en 1953 par Dennis Sciama. Woodward suggère que telle que formulée par Sciama, la théorie de l'absorbeur de Wheeler et Feynman rend compte de l'apparition instantanée des forces d'inertie sur un corps accéléré du fait de son interaction gravitationnelle avec l'ensemble des autres corps massifs présents à l'intérieur de l'horizon de causalité de l'Univers (principe de Mach).

## Application
Un dispositif propulsif basé sur ce principe de Mach analysé par Woodward, est appelé "Mach Effect Thruster (M.E.T)". Son principe consiste à coupler mécaniquement un objet de masse fixe à un objet de masse variable au sens de Mach/Woodward, puis à raccourcir la liaison mécanique lorsque la masse variable est minimale et à allonger cette liaison lorsque la masse variable est maximale.    
Woodward et ses collaborateurs ont annoncé avoir vérifié expérimentalement dans une chambre à vide, et après avoir pris en compte les erreurs de mesure, l'existence de la poussée d'un dispositif M.E.T. Si cette vérification expérimentale était confirmée par d'autres expériences dans l'espace, l'effet Woodward révolutionnerait les méthodes de transport interplanétaires, car il pourrait être utilisé pour mouvoir un vaisseau spatial sans que celui-ci ait à éjecter de quantité de mouvement.
L'effet Woodward est très contre-intuitif car il peut paraître contraire au principe de conservation de la quantité de mouvement. Un hypothétique vaisseau spatial utilisant l'effet Woodward voit en effet sa quantité de mouvement varier mais le point important est qu'il ne constitue pas un système isolé. D'après le principe de Mach, le vaisseau doit son inertie à la présence des étoiles et autres objets célestes environnants. C'est donc à ces corps célestes qu'il emprunte une partie de leur quantité de mouvement, respectant ainsi le principe de conservation.
Ces prédictions très surprenantes, similaires à celles du dispositif EmDrive proposé par Roger Shawyer, ne pourront être définitivement acceptées qu'après réplication des expériences de Woodward, d'une part au sol par d'autres équipes scientifiques puis en orbite autour de la Terre ou mieux dans l'espace interplanétaire.

## Énoncé
Pour un système sur lequel est appliqué une force ou un travail correspondant à une puissance {\displaystyle P(t)}, l'effet Woodward consiste en une variation de la masse propre {\displaystyle m_{0}} :
{\displaystyle \delta m_{0}={\frac {1}{4\pi G}}\left[{\frac {1}{\rho _{0}c^{2}}}{\frac {\partial P}{\partial t}}-\left({\frac {1}{\rho _{0}c^{2}}}\right)^{2}{\frac {P^{2}}{V}}\right]}
où :
- {\displaystyle G} est la constante de gravitation ;
- {\displaystyle c} est la vitesse de la lumière dans le vide ;
- {\displaystyle \rho _{0}} est la densité propre de l'objet ;
- {\displaystyle V} est le volume de l'objet.

Dans le terme de droite, l'expression peut être approximée au premier ordre en {\displaystyle {\frac {1}{c^{2}}}} :
{\displaystyle \delta m_{0}\approx {\frac {1}{4\pi G}}\left({\frac {1}{\rho _{0}c^{2}}}{\frac {\partial P}{\partial t}}\right)}.

## Démonstration
Le raisonnement de Woodward s'appuie sur le principe de Mach et sur l'hypothèse de Dennis Sciama concernant la traduction du principe de Mach en une analogie entre la force de Gravitation et l'électromagnétisme.
En substance, le raisonnement part de l'hypothèse qu'en plus du champ gravitationnel sous sa forme « statique »
{\displaystyle \mathbf {E} _{g}=-\nabla \phi }
s'ajoute un terme dynamique, analogue au potentiel vecteur de l'électromagnétisme :
{\displaystyle \mathbf {E} _{g}=-\nabla \phi -{\frac {1}{c}}{\frac {\partial \mathbf {A} _{g}}{\partial t}}}.
Le potentiel {\displaystyle \mathbf {A} _{g}} est supposé être généré par le mouvement de toutes les masses présentes dans le reste de l'univers, selon une formule là encore inspirée de l'électromagnétisme :
{\displaystyle \mathbf {A} _{g}={\frac {G}{c}}\int _{V}{\frac {\rho \mathbf {v} }{r}}dV}.
Dans le cas simple où on se place dans le référentiel d'une particule test et où le reste de l'univers est supposé constituer un bloc rigide, c'est l'univers entier qui est animé d'une vitesse {\displaystyle \mathbf {v} } (à un signe moins près) qui peut être sortie de l'intégrale :
{\displaystyle \mathbf {A} _{g}={\frac {1}{c}}(\int _{V}{\frac {G\rho }{r}}dV)\mathbf {v} ={\frac {\phi }{c}}\mathbf {v} }.
De telle sorte que le champ s'écrit :
{\displaystyle \mathbf {E} _{g}=-\nabla \phi -{\frac {\phi }{c^{2}}}{\frac {\partial \mathbf {v} }{\partial t}}}.
Woodward montre alors, comme l'avait fait Sciama auparavant, que la composante dynamique {\displaystyle {\frac {\phi }{c^{2}}}{\frac {\partial \mathbf {v} }{\partial t}}} peut rendre compte de la force de réaction lorsqu'une force extérieure est soumise au système, et ainsi expliquer son inertie.

## Application pour l'astronautique
Woodward explique de la façon suivante comment une oscillation de la masse d'un corps peut être utilisée pour produire une poussée :
« En faisant fluctuer la masse d'un objet on peut, du moins en principe, l'utiliser pour produire une force stationnaire sur l'objet, et ainsi générer une force propulsive sans avoir à éjecter du propergol. Il suffit simplement de pousser l'objet lorsqu'il est plus lourd, et de l'attirer lorsqu'il est plus léger.
La force de réaction pendant les deux parties du cycle ne sera alors pas la même en raison de la fluctuation de masse, de telle sorte qu'une force positive sera produite en moyenne temporelle. Cela peut ressembler à une violation de la conservation de la quantité de mouvement. Mais l'invariance Lorentzienne de la théorie garantit qu'aucune loi de conservation n'est violée. La conservation locale de la quantité de mouvement est préservée par le flux d'impulsion dans le champ de gravitation qui est échangé avec l'essentiel de la matière distante de l'univers ».
Dans un rapport contracté par la NASA en 2004, John G. Cramer et son équipe mentionnent que Woodward a probablement commis une erreur dans sa modélisation d'un système à masse variable. En effet, un tel système subit une force due non seulement à l'accélération mais aussi à la variation de masse, et ce d'après la formule :
{\displaystyle \mathbf {f} ={\frac {d}{dt}}\mathbf {p} ={\frac {dm}{dt}}\mathbf {v} +m{\frac {d\mathbf {v} }{dt}}}.
Cramer suggère que les deux composantes s'annulent et explique ainsi les résultats expérimentaux négatifs obtenus par Woodward jusqu'alors. Il propose alors et met en œuvre une autre méthode expérimentale, utilisant un oscillateur harmonique. Il obtient une résonance dans le sens gravitationnel, confirmant l'effet, mais ne parvient pas à l'annuler en plaçant le dispositif en position horizontale. Il en conclut la présence d'un effet parasite qui doit être supprimé dans des expériences ultérieures.  

La réfutation de l'argumentation de Cramer et son équipe consiste à observer que la formule classique de la mécanique Newtonienne {\displaystyle \mathbf {f} ={\frac {d}{dt}}\mathbf {p} ={\frac {dm}{dt}}\mathbf {v} +m{\frac {d\mathbf {v} }{dt}}} de son article n'est valable que pour un système physique fermé. Or le dispositif de Woodward, en interaction gravitationnelle avec l'ensemble du contenu matériel de l'Univers, n'est pas un système fermé d'après la thèse de Woodward[réf. nécessaire]. 